# Natalie Bookchin
Natalie Bookchin (New York, 1962) is een Amerikaanse beeldend kunstenaar. Zij werkt vooral met nieuwe media en digitale technieken. Bookchin woont in Los Angeles.

## Biografie
In 1984 studeerde Bookchin af aan de State University of New York. In 1990 behaalde zij haar master in fotografie aan het School of the Art Institute van Chicago. Vanaf de jaren negentig gebruikt Bookchin het internet als een platform en medium voor de productie van haar werk. Van 1998 tot 2000 maakte ze deel uit van het collectief RTMark.  Sinds 1998 is ze verbonden aan de faculteit Fotografie en Media van het California Institute of the Arts. Ook geeft zij mediakunst aan de Mason Gross School of the Arts van de Rutgers Universiteit in Brooklyn, NY.
Bookchins werk was onder andere te zien in het MoMa, LACMA, PS1, the Walker Art Center, Centre Pompidou, en MOCA Los Angeles. Ze ontving beurzen van de Guggenheim Foundation, de Rockefeller Foundation, en de Daniel Langlois Foundation. In 2000 kreeg zij een eervolle vermelding bij de Prix Ars Electronica.

## Over het werk
Onderdelen van Bookchins werken zijn online computerspellen, gezamenlijke performances, 'hacktivist'-interventies en interactieve websites. Daarnaast publiceert zij manifesten. De werken leveren vaak commentaar op de manier waarop met digitale technologie en het internet wordt omgegaan. Ook sociaal-maatschappelijke thema's als armoede en (gender) identiteit keren regelmatig terug. Metapet (2002) is een online videospel dat de interactie laat zien tussen biotechnologie, arbeid, en bedrijfscultuur. De laatste jaren maakt de kunstenaar vooral video-installaties met meerdere schermen. Het beeldmateriaal bestaat vaak uit bestaande online filmfragmenten van bijvoorbeeld YouTube of beveiligingscamera's.

## Lijst van werken
- Databank of the Everyday. 1996. Cd-rom.
- Marking Time. 1997. Installatie.
- Homework. 1997. Online project.
- The Intruder. 1999. Online project.
- Introduction to net.art (1994 - 1999). 1999. Installatie. Tekst: Natalie Bookchin en Alexei Shulgin.
- BioTaylorism. 2000 PowerPoint presentatie in samenwerking met Jin Lee.
- Metapet. 2002. Online videospel in samenwerking met Jin Lee.
- AgoraXchange. 2004. Online project in samenwerking met Jackie Stevens.
- Round the World. 2004. Video installatie op vier schermen.
- All That is Solid (Location Insecure). 2006. Film.
- Zorns Lemma 2. 2007. Stomme film.
- Parking Lot. 2008. Film.
- Trip. 2008. Digitale video.
- Mass Ornament. 2009. Video-installatie.
- Testament. 2009. Video-installatie op vier schermen.
- Now he's out in public and everyone can see. 2012. Video-installatie op 18 schermen.